# Объединение гвинейского народа
Объединение гвинейского народа (фр. Rassemblement du Peuple Guinéen — RPG) — политическая партия в Гвинее. Входит в Социнтерн. Основатель и многолетний лидер партии — Альфа Конде.
Была создана в 1980-х годах гвинейскими диссидентами в Париже под названием «Объединение гвинейских патриотов» («Rassemblement des Patriotes Guinéens»). Активная деятельность в Гвинее была развёрнута в 90-х годах. В 1993 и 1998 годах Альфа Конде участвовал в президентских выборах, прозрачность которых очень спорна, набирая каждый раз почти 20% голосов. В этот период партия стала одной из крупнейших оппозиционных сил в стране. Последние парламентские выборы, прошедшие в 2002 году, партия бойкотировала.
На первых свободных президентских выборах в 2010 году Альфа Конде получил 553 021 (20,67%) голосов и занял второе место, пройдя во второй тур. 3 июля ОГН заявило о намерении добиваться пересмотра итогов первого тура президентских выборов. 6 августа Альфа Конде пообещал в случае своего избрания пересмотреть контракты на разработку полезных ископаемых, а также повысить расходы на армию.
Наибольшую поддержку ОГН имеет у народности малинке. Цветом партии считается жёлтый.